# 珠江
22°46′N 113°38′E / 22.767°N 113.633°E
 西江源 25°53′27″N 103°55′00″E / 25.89083°N 103.91667°E

 北江源 25°21′47″N 114°38′37″E / 25.36306°N 114.64361°E

 三岔河口 23°14′27.37″N 113°10′25.82″E / 23.2409361°N 113.1738389°E

| 河名                    | 河名                    | 流域面积 （万km²） | 河长 （km） |
| 西江干流 （思贤滘以上） | 西江干流 （思贤滘以上） | 35.5               | 2074        |
| 西 江 支 流             | 北盘江                  | 2.58               | 327.0       |
| 西 江 支 流             | 柳江                    | 5.72               | 773.3       |
| 西 江 支 流             | 郁江                    | 8.68               | 1179.0      |
| 西 江 支 流             | 桂江                    | 1.93               | 426.0       |
| 西 江 支 流             | 贺江                    | 1.15               | 344.0       |
| 北江 （三水以上）       | 北江 （三水以上）       | 4.67               | 468         |
| 东江干流 （包括三角洲） | 东江干流 （包括三角洲） | 3.32               | 523         |
| 西北江三角洲            | 西北江三角洲            | 1.76               | 141         |

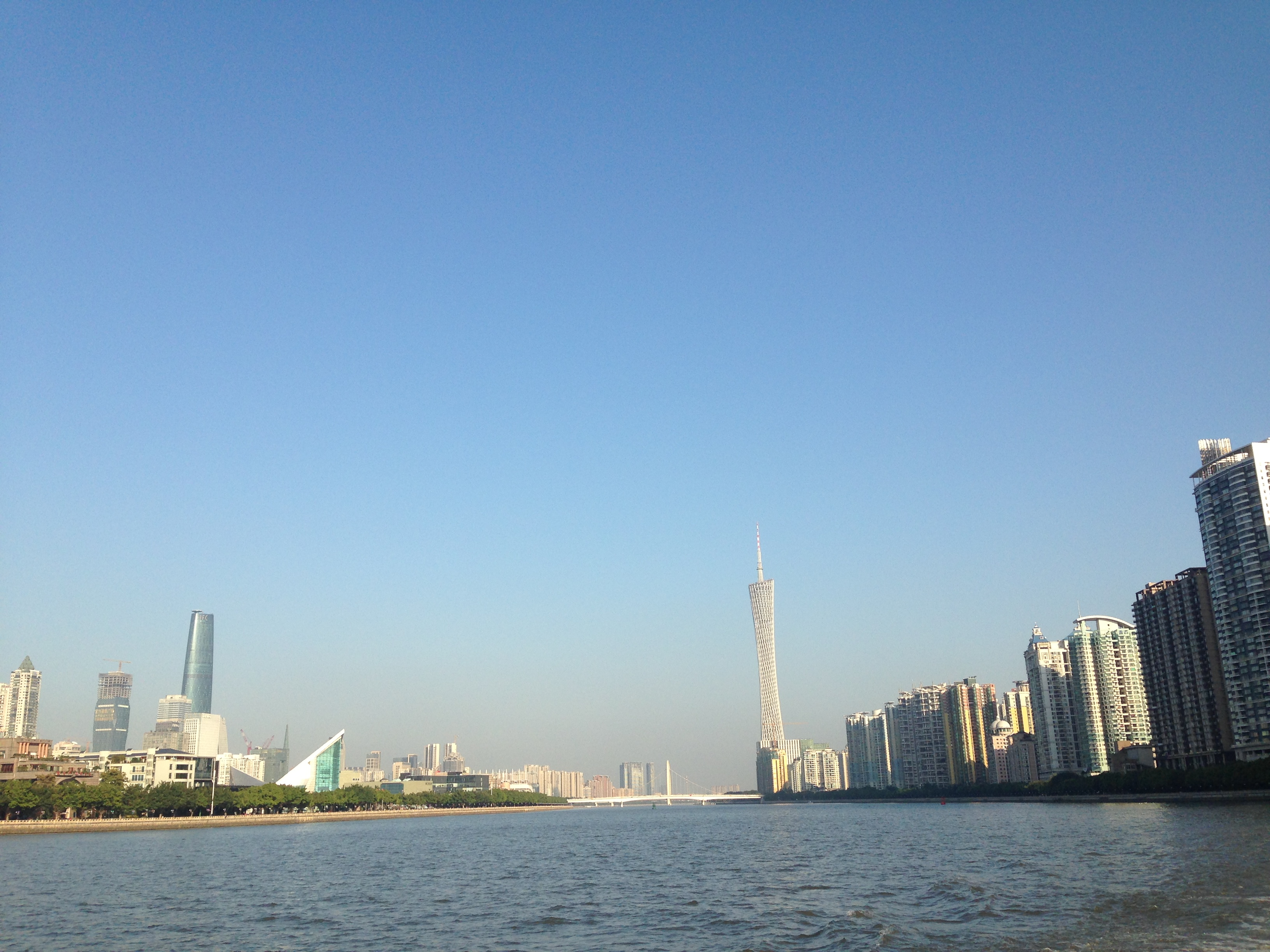
珠江近廣州市二沙島一景

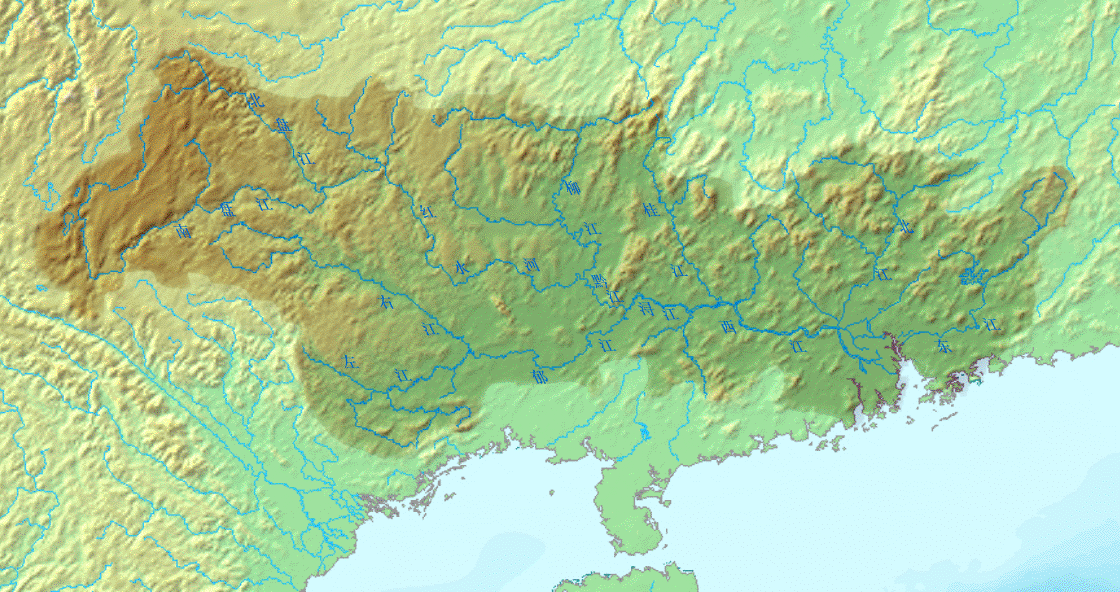
珠江流域範圍及地勢

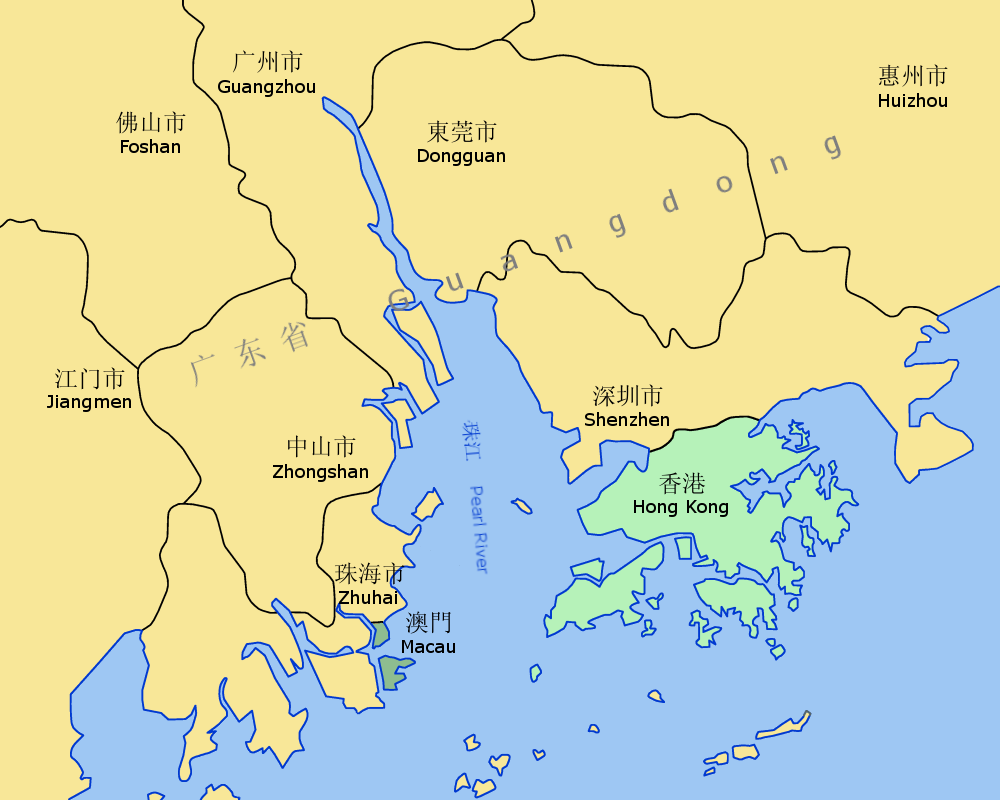
香港、澳門與珠江三角洲

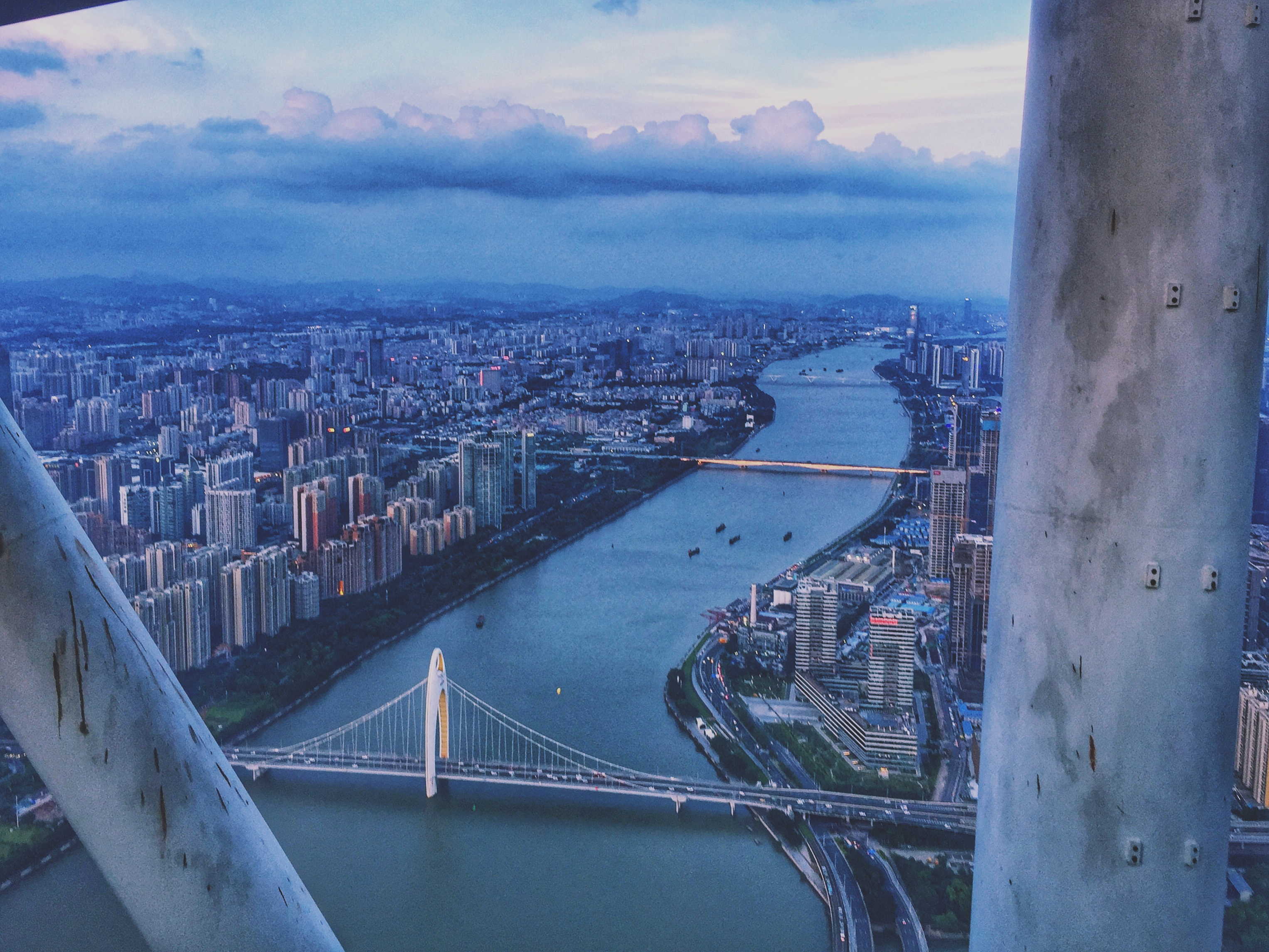
珠江近廣州琶洲

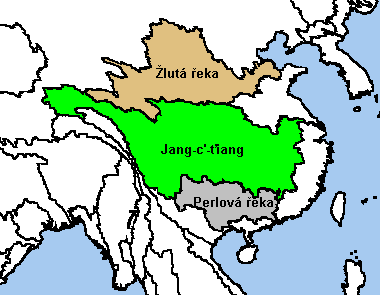
珠江與長江、黃河三大中國水系的比較

珠江，旧称粤江，是中国南方的一条河流，原指广州到入海口约96公里长的一段河道，因流经广州市区的海珠石而得名，后成为西江、北江、东江和珠江三角洲诸河等复合水系的总称，地跨中国云南、贵州、广西、广东、湖南、江西六省区及越南部分地区，干流长度2214公里，为中国境内第四长河流，按径流量为中国第二大河流。

## 历史
《水經》或《水經注》第三十七卷記載了泿水，而「泿水」基本上就是現代的珠江水系。然而，在北魏晚期成書的《水經注》中，其作者酈道元對當時南方河流的描述有不少錯誤；所以，《水經注》所記述的「泿水」與現代所知的珠江水系頗有差異。偽齊阜昌年間的《禹跡圖》石刻則把「泿水」標示為佷水。
据考证，“珠江”这一名称最早有文字可考，可追溯至明代嘉靖三十七年（1558年）前后黄佐所作的《雨后珠江登望》中的首句“珠江烟水碧濛濛”。狭义的珠江，仅指广州白鹅潭到虎门一段70多公里长的河道。1937年，南京国民政府将华南地区的河网统一管理，设立珠江水利局，把西江、北江、东江和珠江三角洲诸河统称珠江。1985年，珠江水利委员会经多次考察论证，正式确定西江发源地云南曲靖市霑益區马雄山东麓出水洞处为“珠江正源”。
由于历史上珠江江面宽阔，故廣州人喜歡稱呼珠江為「海」，過江稱作「過海」，江邊叫「海皮」，该俗稱沿袭至今。

## 地理

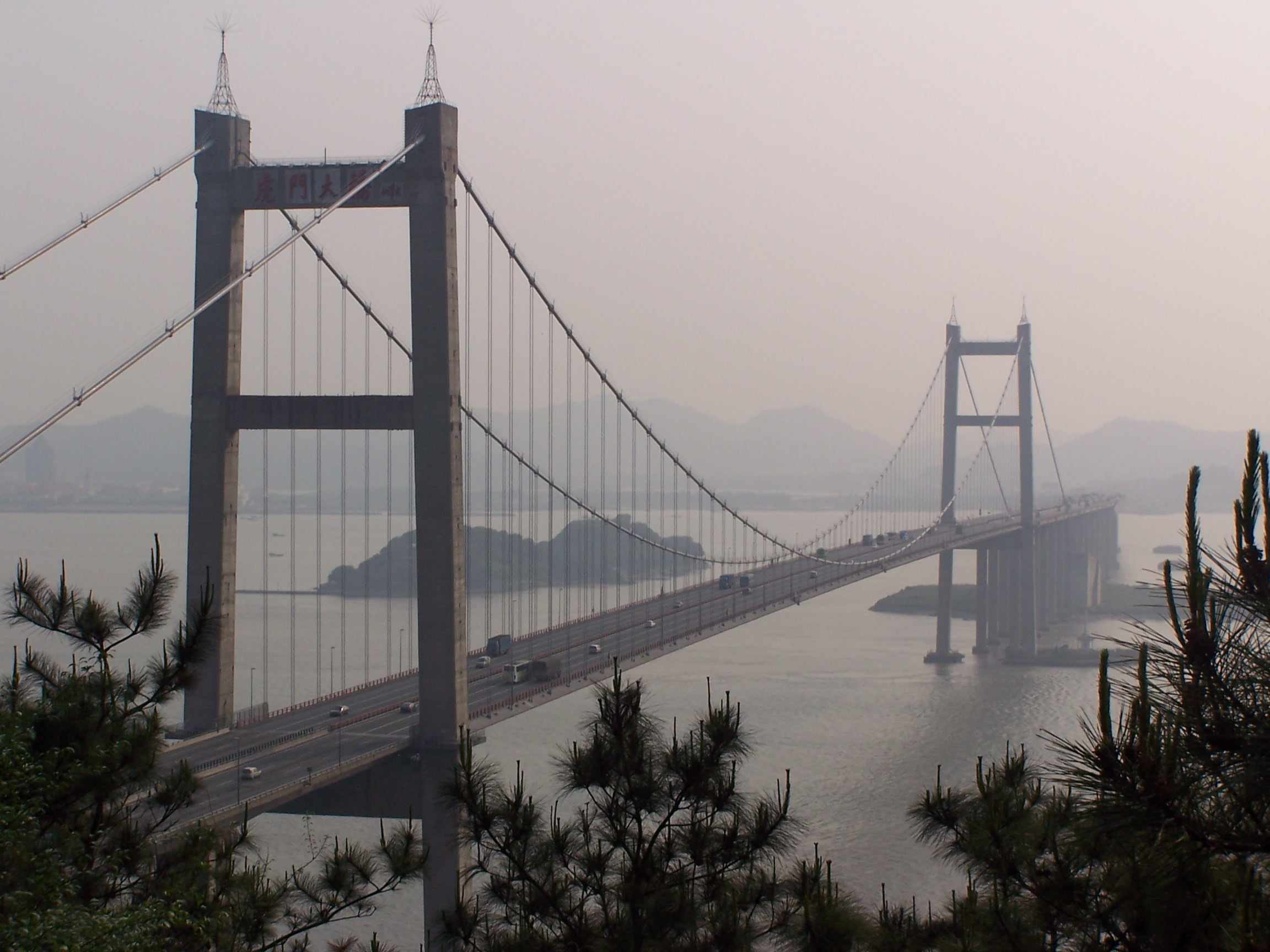
珠江口的虎門大橋

珠江干流西江发源于雲南省东北部曲靖市沾益区的马雄山（珠江源国家森林公园），干流流经云南、贵州、广西、广东四省（自治区）及香港、澳门特别行政区。在廣東三水與北江匯合，從珠江三角洲地区的8个入海口流入南海。北江和東江水系幾乎全部在廣東境內；北江源出湘赣两省南部，长582公里；东江源出江西省南部，长503公里。珠江流域在中国境内面积44.21万平方公里，另有1.1万余平方公里在越南境内。珠江河口冲积成為珠江三角洲。
珠江流域处于东经102°14′—115°53′，北纬21°31′—26°49′之间。流域内山地和丘陵面积占94.5%，平原面积小而分散，仅占全流域的5.5%，最大的平原为珠江三角洲平原。全流域的地势总体为西北高，东南低。西北部为云贵高原及青藏高原边缘，西江上游的急流瀑布较多，其中以白水河上的黄果树瀑布最为出名。云贵高原以东主要是低山丘陵（即两广丘陵）。珠江下游的冲积平原是著名的珠江三角洲，河海交汇，河网交错，具有南国水乡的独特风貌。

## 水文
由于珠江流域属于热带、亚热带季风气候，4至9月的降雨都比较丰富，因而珠江的汛期时间长。春夏之交往往是降雨最集中的时期，易导致洪水灾害。流域内年径流量约达3410亿立方米（其中西江为2670亿立方米，约占总量80%，北江为470亿立方米，东江为270亿立方米)，是中国流量第2大的河流，仅次于长江，是黄河总流量的4倍之多。

### 水質
根據《2017中国近岸海域生态环境质量公报》，珠江口的水质极差，主要超标因子为无机氮、活性磷酸盐。

## 干流支流概况

### 西江水系
西江是珠江最大的水系，流域面积达35.3万平方公里，占全流域面積的80%。西江上游各河段名称不同。其主流南盘江与北盘江汇合後，称为红水河，向东奔流与柳江汇合过大藤峡後称为黔江，黔江与郁江汇合後称为浔江，至梧州与桂江汇合後称为西江。下游主流經至廣東省佛山市三水區分出支流東平水道—順德水道—洪奇沥水道，流至洪奇門入海。主流流經廣東省江門市潮連島一帶分出支流江門水道—崖門水道，流至新會區大廣海灣經濟區銀湖灣注入南海。
- 北盘江、南盘江
- 红水河、柳江
- 黔江、郁江
- 浔江、桂江
- 西江
- 贺江
- 罗定江

### 潭江
潭江位於西江水道南側，發源於廣東省陽江市牛圍嶺，流經恩平、開平、台山及新會，在新會雙水鎮匯入珠江三角洲河網，於崖門注入黃茅海。潭江的恩平段被稱為錦江。潭江全長248里，流域面積達5068平方公里。

### 北江
北江为珠江的第二大水系，其主源称浈水，源于江西省信丰县西溪湾，干流全长468公里，流域面积约4.6万平方公里，总落差约310米，跨越湘、桂、贛、粵四省區，其中95%以上的流域都在廣東省境內。
- 浈江
- 武江（武水）
- 连江
- 绥江

### 东江
东江干流发源于江西省寻乌县大竹岭，其源头称“寻乌水”，与定南水汇合後称为东江，干流全长523公里，流域面积为2.8万平方公里，总落差约440米。
- 新丰江
- 西枝江
- 秋香江
- 安远水
- 定南水
- 增江

### 前航道
前航道是珠江在广州市市区内的一段，西起白鹅潭，承接西航道来水，沿海珠区北岸向东，至黄埔区长洲岛以北与后航道相会，全长22.82千米。前航道地处广州老城区中心，历代扩建城池或市政建设，对河床蚕食严重，河道逐渐变成两头大中间小哑铃形。1994～2006年间，对前航道岸线进行了整治，整治后的河道两岸岸线平顺，绿树成荫，乘船夜游珠江前航道成为旅游项目之一。另外作为广州城市内部河流，水质受到城市生产生活污水影响，全年超标，以Ⅴ类及劣Ⅴ类为主，近年来经大力治理，已有所好转。前航道上跨江桥梁自西向东有人民桥、解放大桥、海珠桥、江湾大桥、海印大桥、广州大桥、猎德大桥、华南大桥、琶洲大桥、东圃大桥等。

### 后航道
后航道是珠江在广州市市区内的一段，西起白鹅潭，承接西航道来水，沿海珠区南岸向东南，至海珠区南石头街道南箕社区丫髻沙右纳平洲水道后又复分为南北两支，北支为沥滘水道，南支称三枝香水道，沥滘水道向东流至小谷围岛（大学城）转东南流，右纳三枝香水道后沿小谷围岛东岸转东北流。后航道主干沿小谷围岛西岸向东北流，至官洲岛又分为东西两支，西支称仑头海，东支称官洲河，最终于黄浦区长洲岛以北与前航道和沥滘水道相会，全长30千米，平均河宽525米，平均水深5.08米，是广州港3000吨级出入繁忙的水道。后航道流经广州西部工业基地，长期有未经处理的生产生活污水排入，导致后航道水质污染严重，全年以Ⅴ类及劣Ⅴ类为主。后航道上跨江桥梁自西向东有鹤洞大桥、丫髻沙大桥、洛溪大桥、新光大桥、番禺大桥等。

### 八大出海口
- 虎门
- 蕉门
- 洪奇门
- 横门
- 磨刀门
- 鸡啼门
- 虎跳门
- 崖门

## 瀑布
- 黄果树瀑布
- 德天瀑布
- 九龙瀑布
- 阳洞滩瀑布

## 水利工程
现已建成各类型水库13988座，总库容达706亿立方米。
- 飞来峡水利枢纽
- 枫树坝水库
- 新丰江水库
- 白盆珠水库
- 东江水利枢纽
- 南水水库
- 百色水利枢纽
- 贵州王二河水库
- 北江大堤
- 龙滩水电站
- 大藤峡水利枢纽

### 运河工程
- 湘桂运河
- 平陆运河

## 桥梁

### 广州段

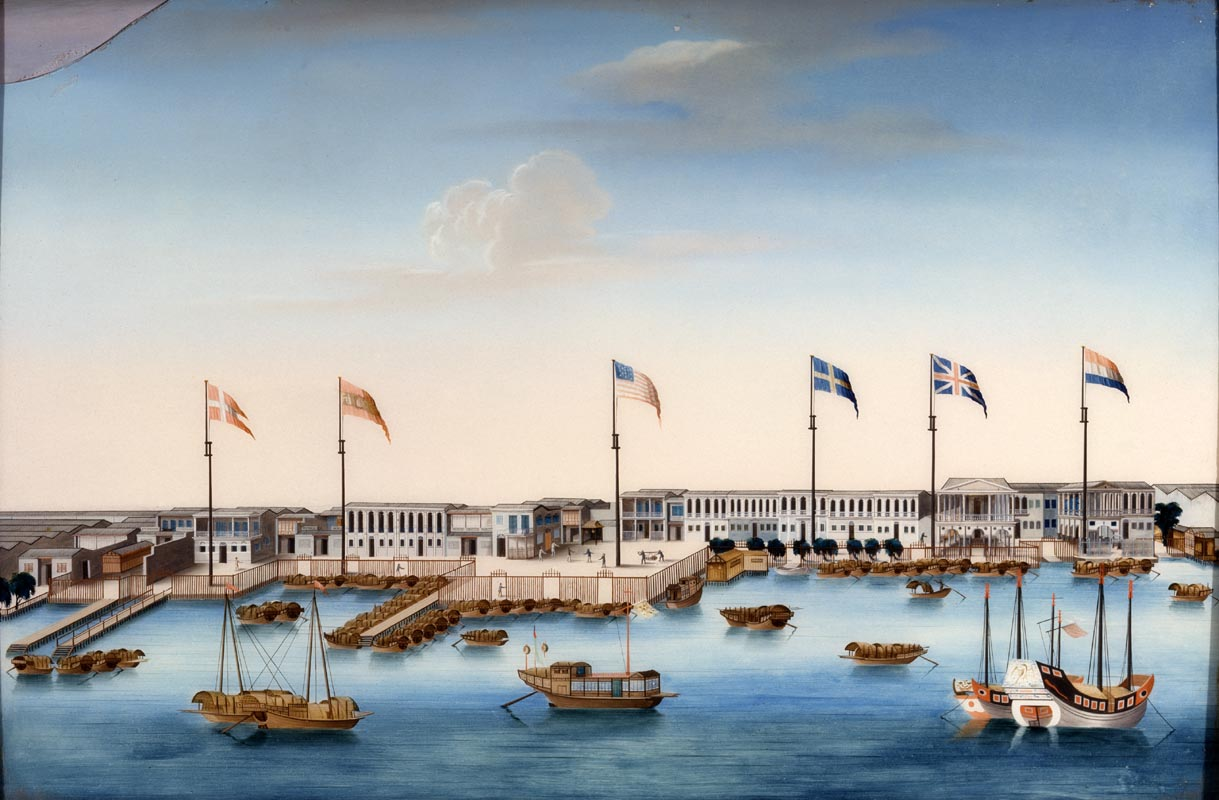
1780年的一幅油畫描繪珠江沿岸的廣州十三行外貿易特區，包括了丹麥、西班牙、美國、瑞典、英國、荷蘭等國夷館。

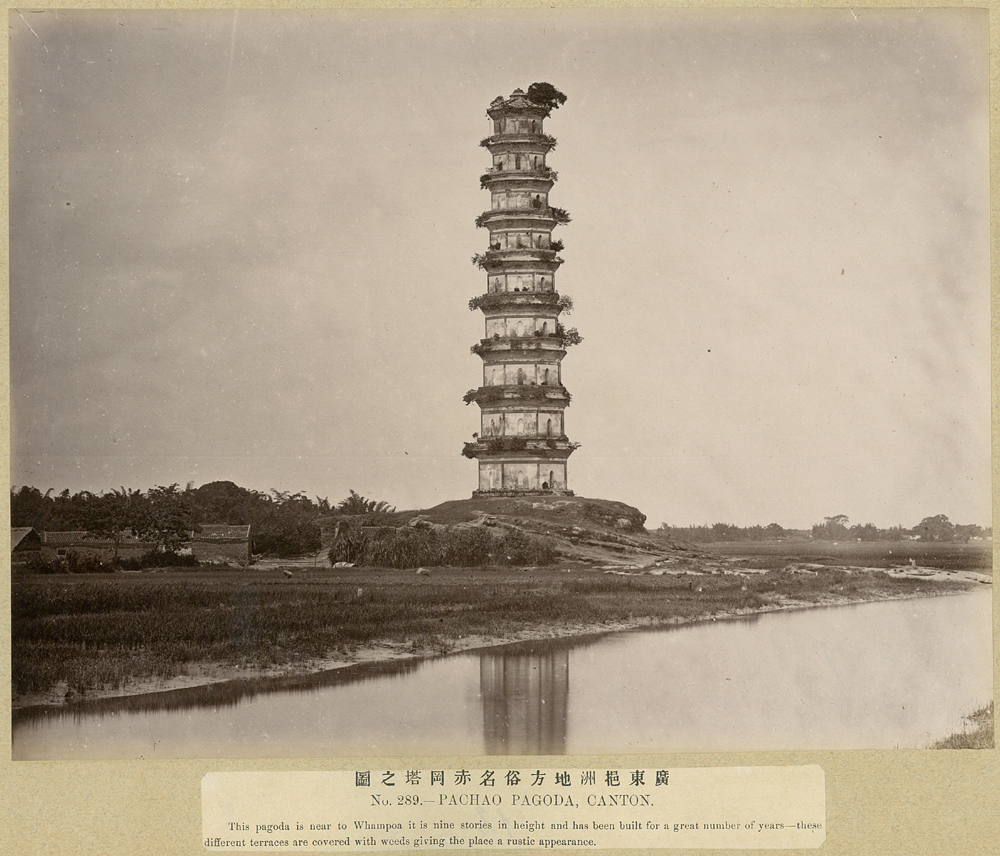
1880年代，廣州琶洲塔附近的河段

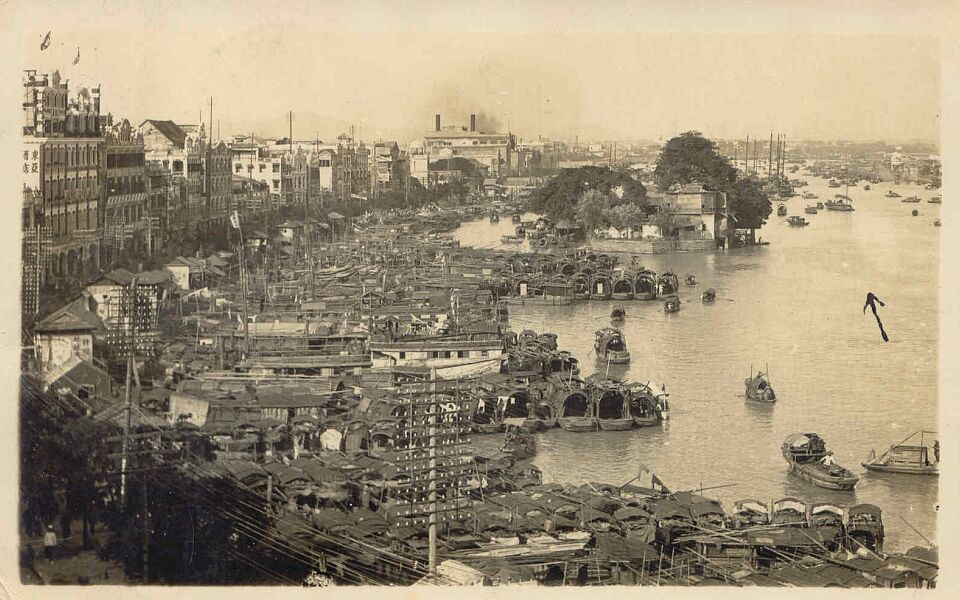
1930年，廣州長堤大馬路（西向東方向），圖中箭嘴所指為海珠石。

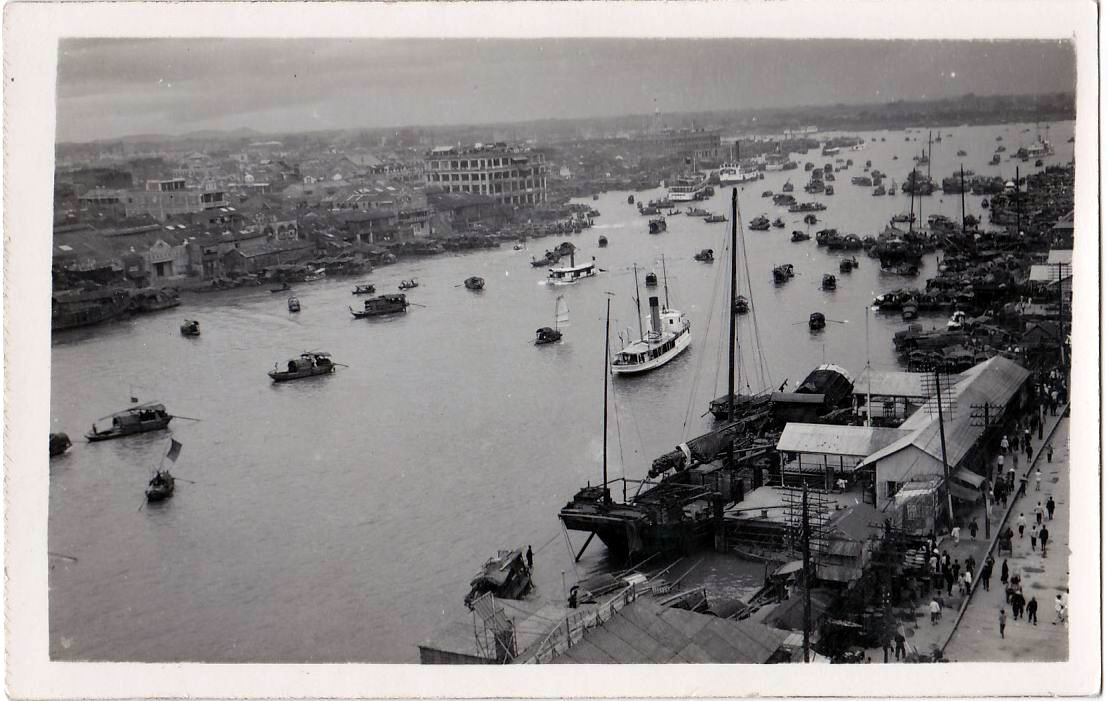
1930年廣州西堤碼頭，南面是河南（東向西方向）。

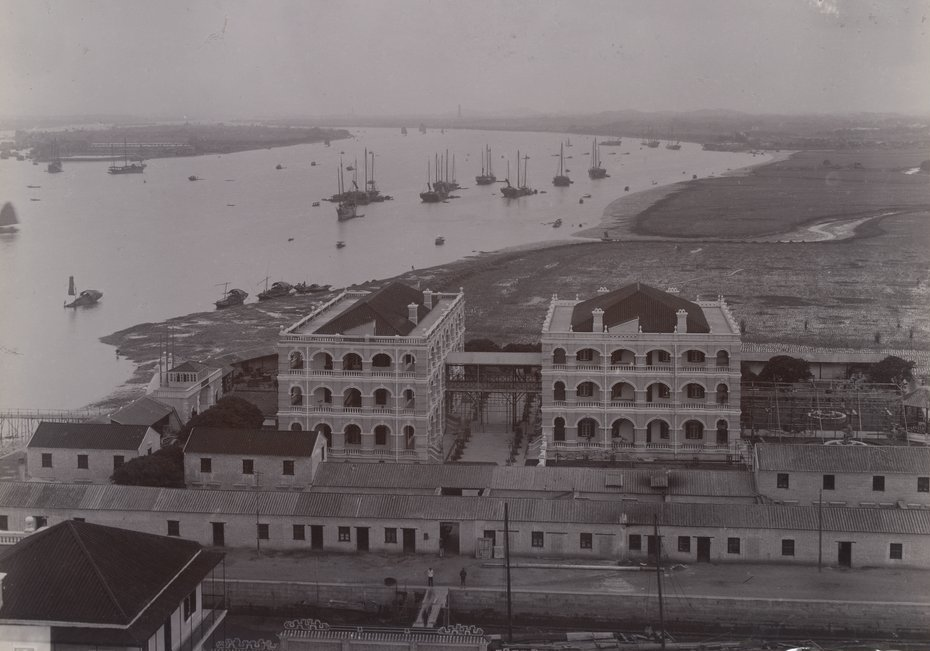
1909年的廣東省城河南士敏土廠（現孫中山大元帥府紀念館），圖中可見當時未修築河堤的珠江較現在寬闊不少（西向東方向）。

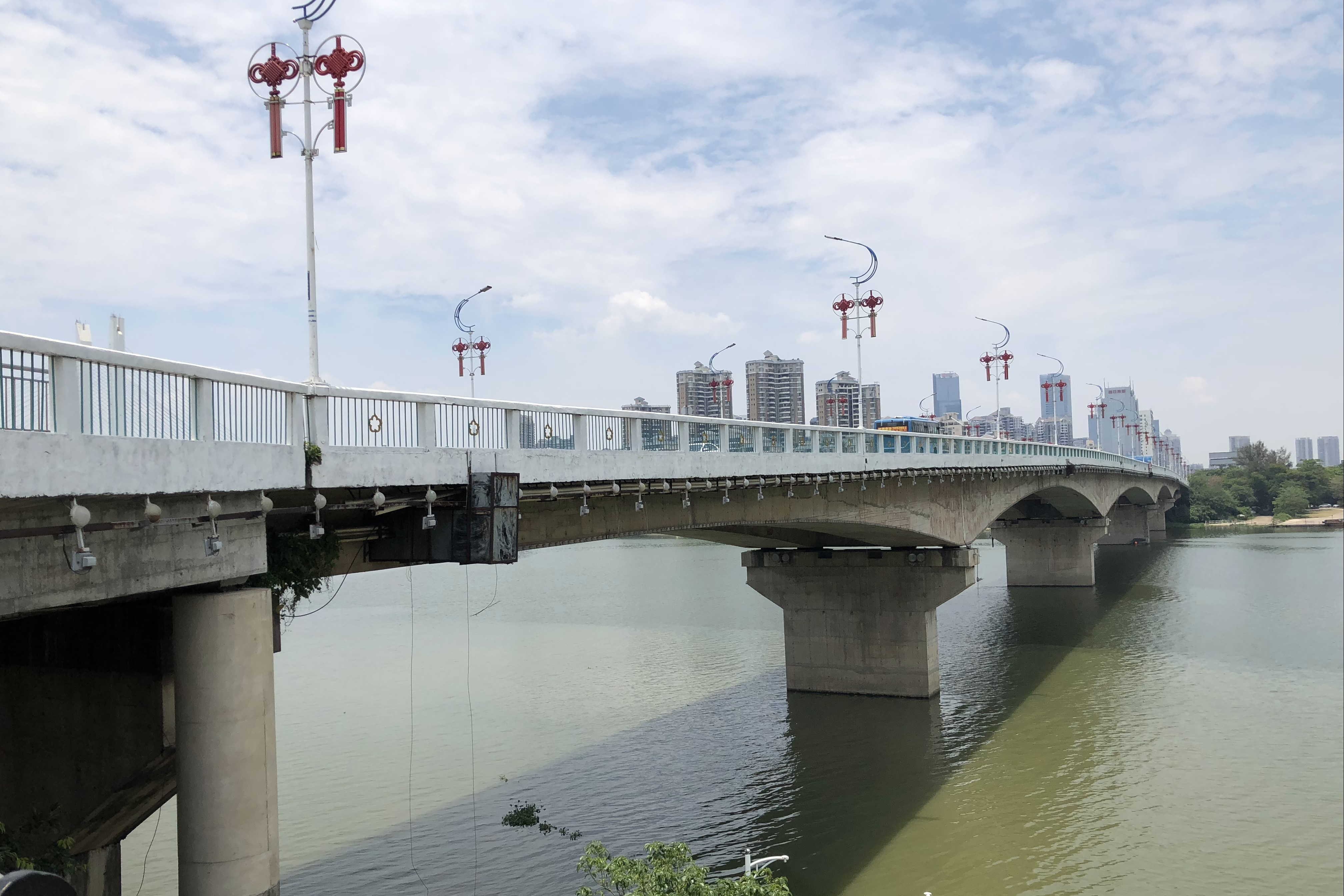
惠州大桥下角端，远处为江北CBD

- 海珠桥：1929年12月动工兴建，1933年2月竣工。该桥是第一座连通广州市河北和河南的桥，桥上的钢铁是从伦敦一座旧桥拆下来的，至今已有上百年的历史。在國共內戰时，中華民國國軍撤退时曾把桥炸毁，中共建政後把鐵橋撈起，并按原樣重建。
- 人民桥：1965年4月，經國家計委和建工部批准興建人民橋，同年11月4日正式動工，於1967年5月1日竣工通車。双向4车道的桥面东侧是新桥，新桥部分是内环路的一部分。
- 海印大桥：於1985年6月动工兴建，1988年12月通车。位於大沙头，连接越秀区及海珠区，跨越珠江，全长约1130.75米，北接东湖路，南接东晓路，并建有引橋连接沿江路及滨江路
- 解放大桥：于1994年12月动工，1998年2月通车。北起越秀区解放南路，南接海珠区同福路、同庆路。
- 江灣大橋：于1995年动工，1998年1月通车。北岸连接东濠涌高架路和东华南路，南岸连接滨江路和纺织路，是内环路的两座跨江大桥之一。
- 东圃大桥：屬广州环城高速公路东环段大桥，连接天河区及海珠区。
- 珠江大桥：於1958年10月19日动工建设，1960年6月15日主桥工程竣工，1960年10月1日通车。
- 洛溪大桥：由霍英东投资兴建，為第一条由海珠區直接到达番禺區的跨江大桥，2007年停止收費。
- 番禺大桥：是珠江第一條，也是最長的斜拉橋
- 鹤洞大桥：為連接海珠區與芳村區的第一条橋樑。可直接转入广佛公路进入佛山、南海等地。
- 广州大桥：连接广州南北的广州大道的一部分，中间有一个在二沙岛的上落口。但是由於车流量大，在06年末整改之前经常堵塞。
- 丫髻沙大桥：于1998年7月动工建设，于2000年6月26日竣工运营。北起三滘立交、南至东沙立交，全长1084米；桥面为双向六车道高速公路，设计速度80千米/小时。
- 新光大桥：建于2003年12月8日；2005年12月27日完成合拢；2007年1月20日建成通车。新光大桥北起石榴岗大桥，上跨广州珠江后航道，南至厦滘立交；线路全长1083.2米、主桥全长782米。
- 琶洲大桥：于2001年11月18日动工建设，时称黄洲大桥；于2003年5月23日改名为琶洲大桥；于2003年8月29日竣工运营。琶洲大桥北起珠江北岸员村、南至海珠岛东北部琶洲村，全长1205米。
- 猎德大桥：因临近猎德村而得名。于2005年6月动工建设，2008年3月完成索塔封顶；2009年7月30日竣工通车。猎德大桥北起天河东路，上跨广州珠江前航道，南至江海大道；线路全长4.3千米，主桥全长480米。
- 黄埔大桥：G4W/G15京港澳高速并行段（广澳高速）部分，曾获鲁班奖。
- 五丫口大桥：建于1994年8月，与1995年开通，连接广州市龙溪大道与佛山市海八路，是广佛交通要道。
- 明珠湾大桥：建于2018年，于2021年完工，横跨珠江口，连接南沙街道与万顷沙镇。

### 非广州段
- 虎门大桥（东莞）
- 肇庆：肇庆大桥、肇庆西江大桥（肇庆）
- 清远：清远大桥、北江大桥、凤城大桥
- 九江大桥、江顺大桥（佛山—江门）
- 容奇大桥（佛山）
- 三洪奇大桥（佛山）
- 紫坭大桥（顺德）
- 西海大桥（佛山）
- 新会：崖门大桥、黄克兢大桥、黄宣充纪念大桥
- 珠海：珠海大桥、斗门大桥
- 外海大桥（中山—江门）
- 潮连大桥（江门）
- 中山港大桥（中山）
- 韶关-武江：十里亭大桥、五里亭大桥、西河大桥、武江桥
- 帽峰大桥（韶关-浈江）
- 风采大桥（韶关-浈江）
- 港珠澳大橋（珠海，澳門及香港）
- 南门大桥（韶关-浈江）
- 北江大桥（韶关-北江）
- 百旺大桥（韶关-北江）
- 北江大桥（韶关-北江-京珠高速G4）
- 东江大桥（惠州-广惠高速S21）
- 中信大桥（惠州）
- 东江大桥（惠州）
- 惠州大桥（惠州）
- 合生大桥（惠州）
- 东江大桥（惠州-长深高速G25）
- 东江大桥（博罗）

## 珠江游泳

### 有组织
1956年5月，毛泽东来到广州，望到茫茫珠水，萌发起游珠水的念头。在广州体院挑选出一批游泳尖子陪伴下水，此日畅游一个多小时。从此，毛泽东来到广州，只要天气不冷，准会下珠江游水。
1976年7月7日，广州地区组织1.5万军民横渡珠江。此後，珠江水質日漸惡化，已不適宜游泳。
相隔三十年後的2006年7月12日，3500多名組成的63個游泳方隊，在廣東省省長黃華華、廣州市市長張廣寧的帶領下，由中山大學碼頭游至星海音樂廳之間的800米橫渡。通過在上游（一般情況下並非在廣州市範圍）截污、放水等前期的各項措施，珠江水質在活動進行期間有所改善。
在上次横渡珠江取得成功後，广州市政府在2007年夏季再度组织横渡珠江活动，省長黃華華和市長張廣寧再度带领参加者下水。
2008年7月19日，广州市人民政府再度组织横渡珠江活动。本次活动依然由张广宁市长带头，来自广州社会各界约3000人参与。张广宁在上岸後认为珠江水质一年比一年好，并承诺在广州亚运会前，不采取特殊措施便可以让市民畅游珠江。

### 无组织
在珠江流域附近的诸多城镇，每一天都有不少市民自发到珠江畅泳。在炎热的夏季尤其多，即便在寒冷的冬季参与冬泳活动的也不少。

### 开放式公共泳场
在过去，珠江两岸有不少开放式的泳场，即与珠江直接连通的泳场。比较著名的有海角红楼、西郊泳场、珠江泳场等。在1970年代，不论老少，泳场总是非常受欢迎的。後来随着珠江水质日益恶化，不少泳场改成了封闭式的游泳池。
至今老一辈的人在教导子孙锻炼身体的时候，经常会说“我年轻的时候可以从西郊游到海角红楼”。这句话的意思是那位老人在年轻的时候能从现在的中山八路横渡珠江西航道到达大坦沙。同时这句话也印证了当时的人对游泳的热爱。

## 珠江游船活动

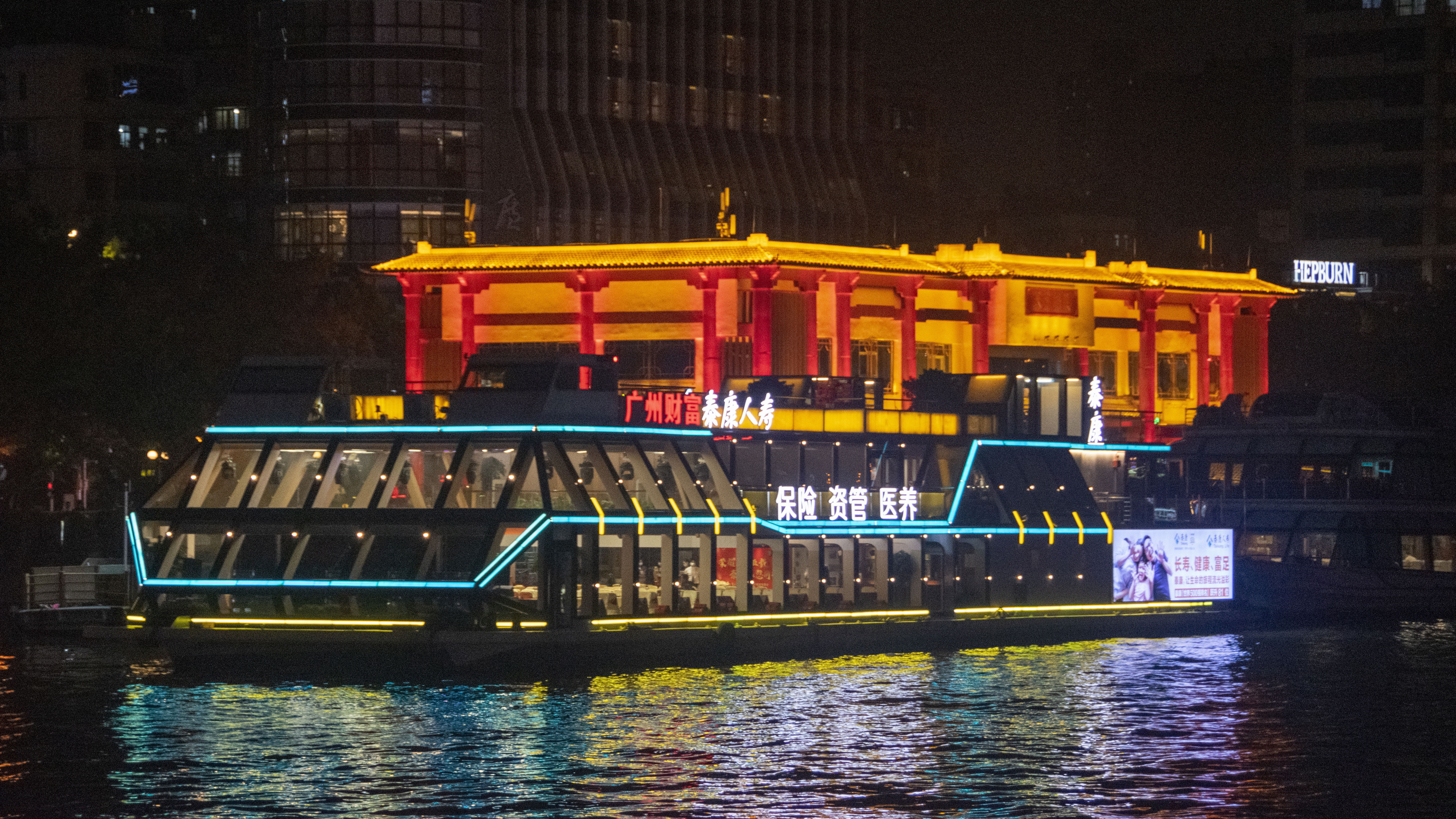
广州财富号
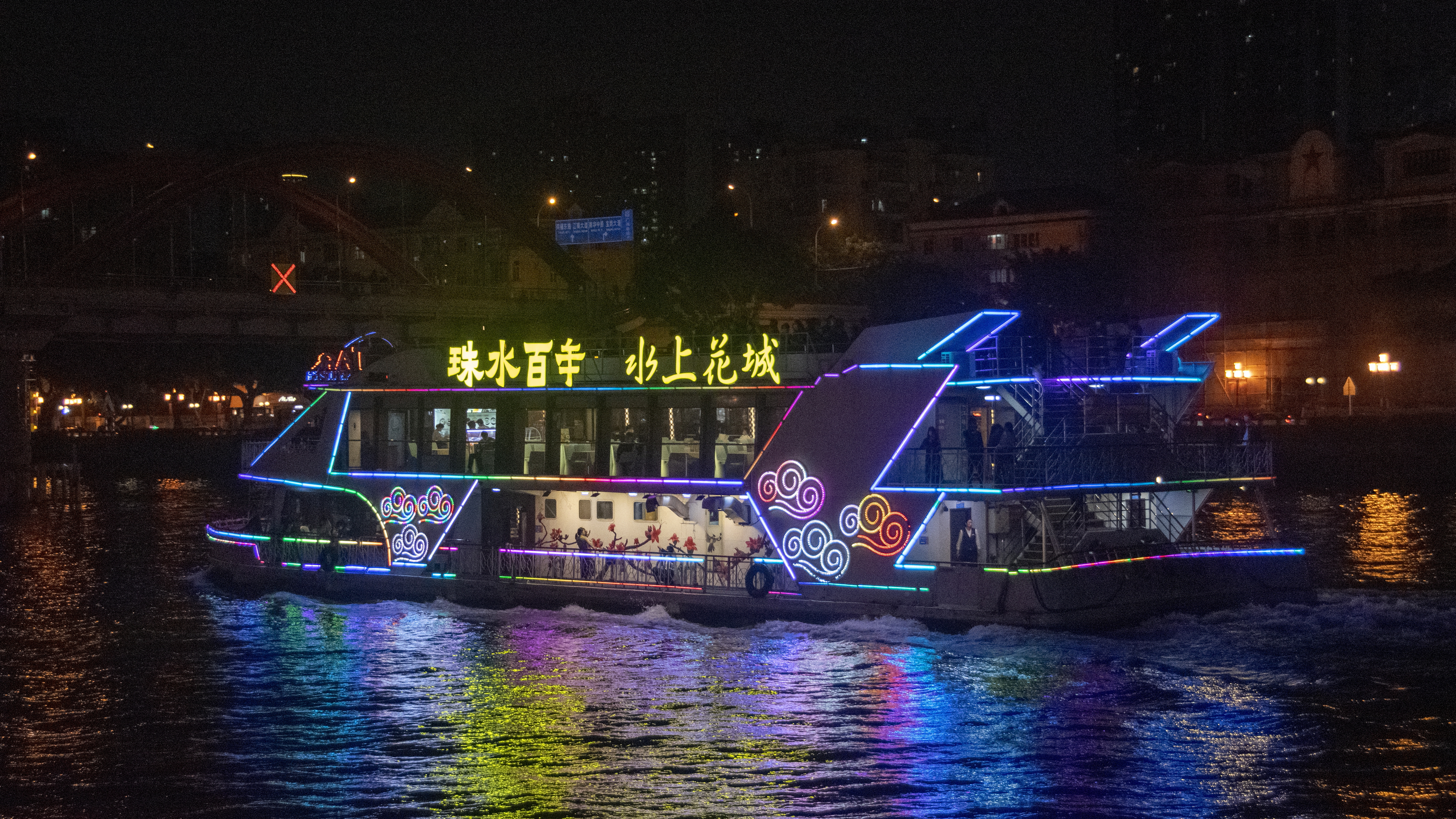
花城明珠
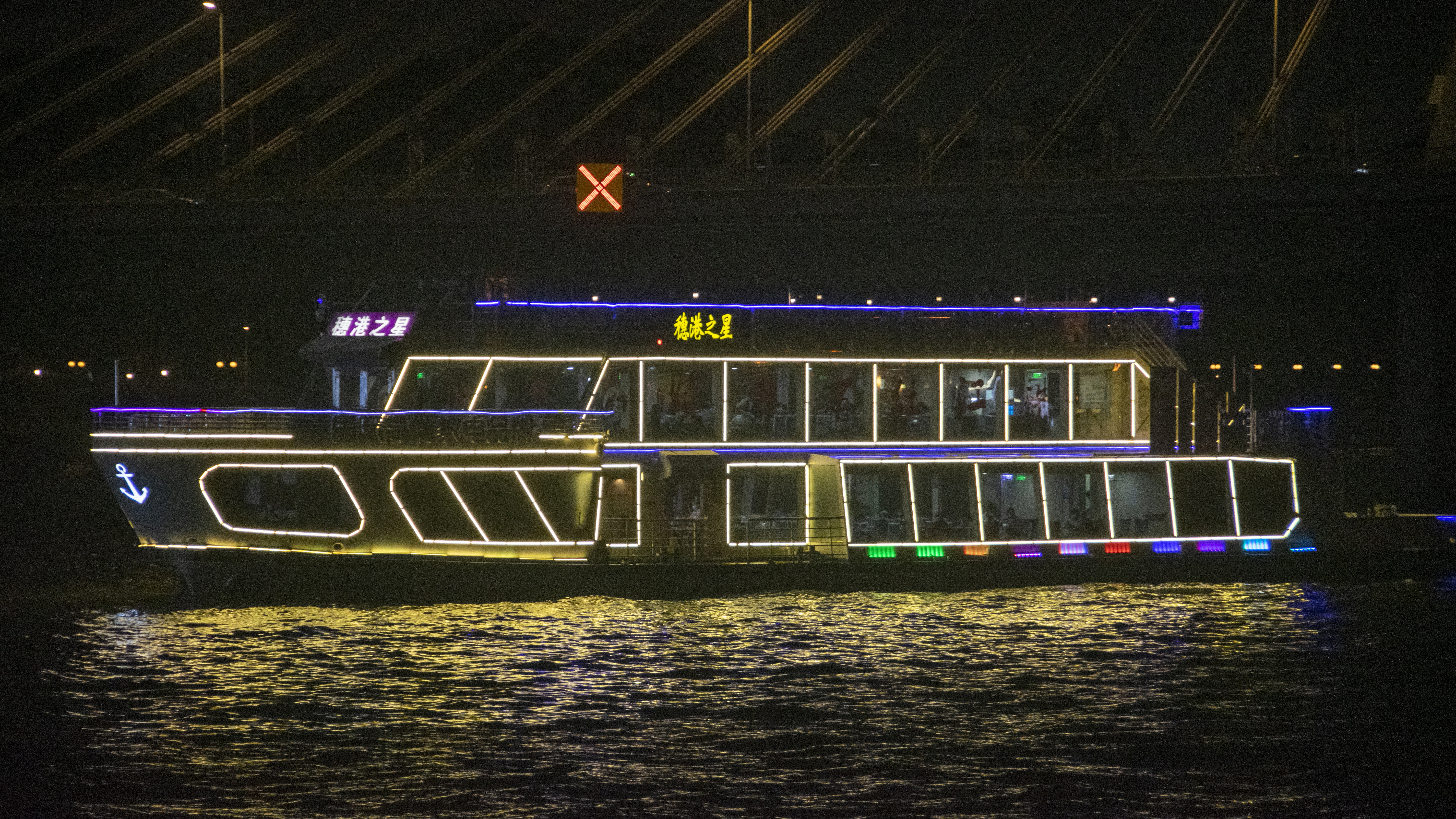
穗港之星

广东省珠江航运公司在城市公共汽车的直接竞争下，自20世纪90年代末开始有计划地开拓水上旅游市场，并在2000年结合广州城市形象的“变化工程”和“夜景工程”而推出“珠江夜游”线路。

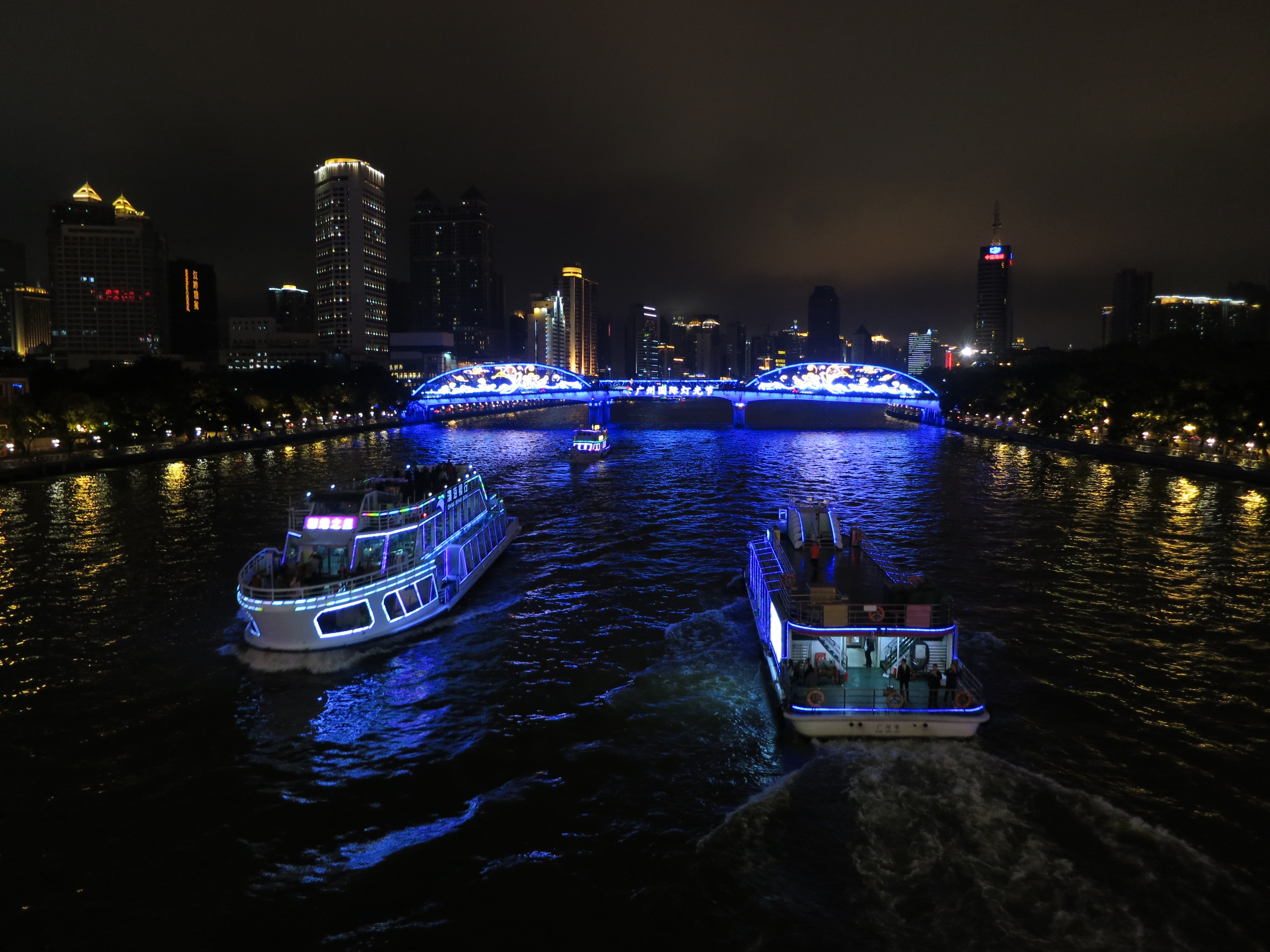
广州国际灯光节期间，两艘珠江夜游游船驶过海珠桥

目前，天字碼頭、黄沙码头、广州塔 · 中大碼頭、海心沙西区码头、省总（海珠广场）码头等地均提供珠江日夜游服务，游客可乘坐游船包揽珠江两岸景色；观景范围东至人民桥，西达广州塔甚至猎德大桥，游船种类亦丰富多彩，包括信息时报号、广州财富号、广府文化主题号、南海神 · 广州日报号、广州红主题船、加菲猫主题船、开运达摩主题船、可口可乐主题船等等。

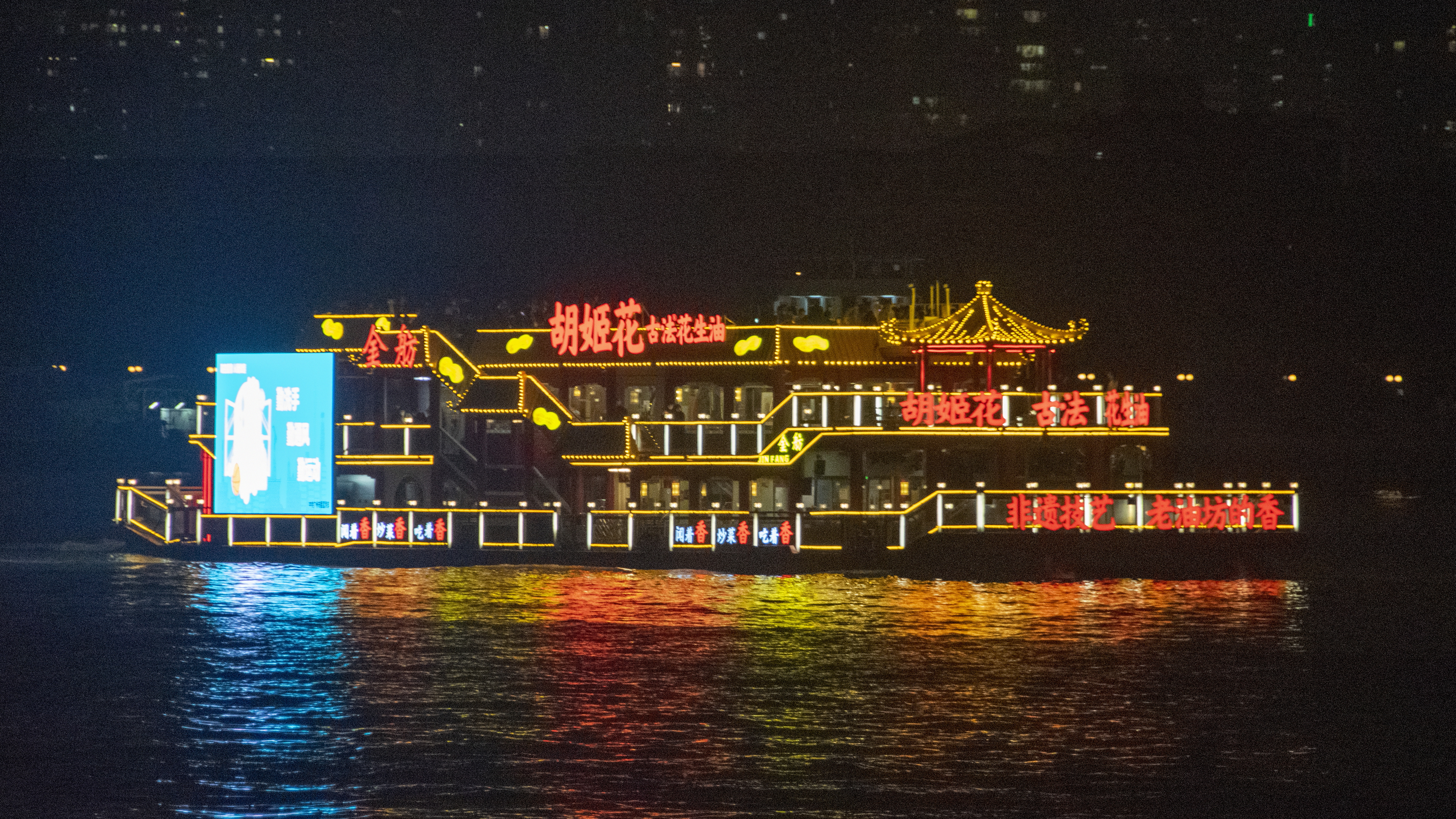
金舫号
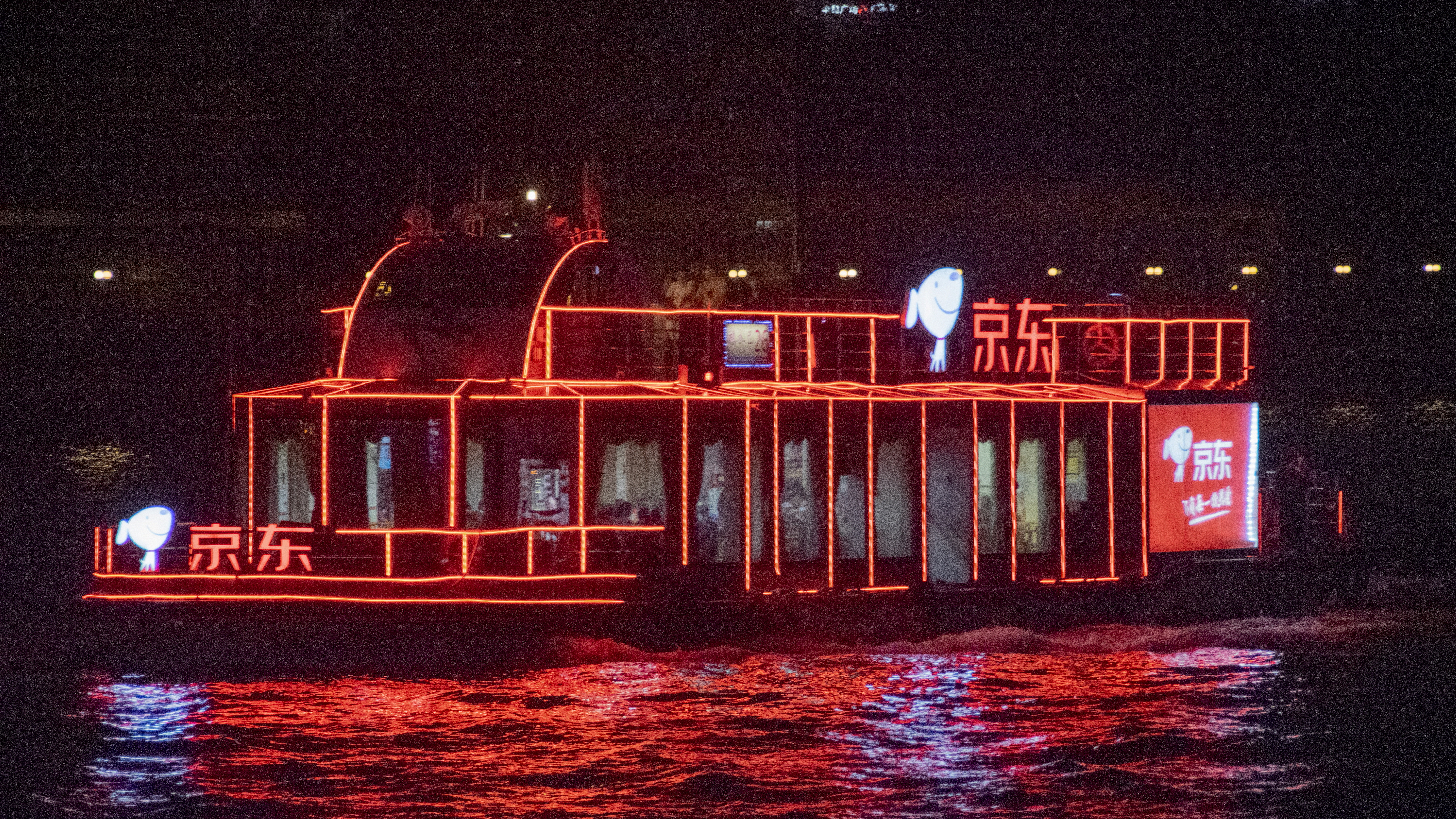
京东号
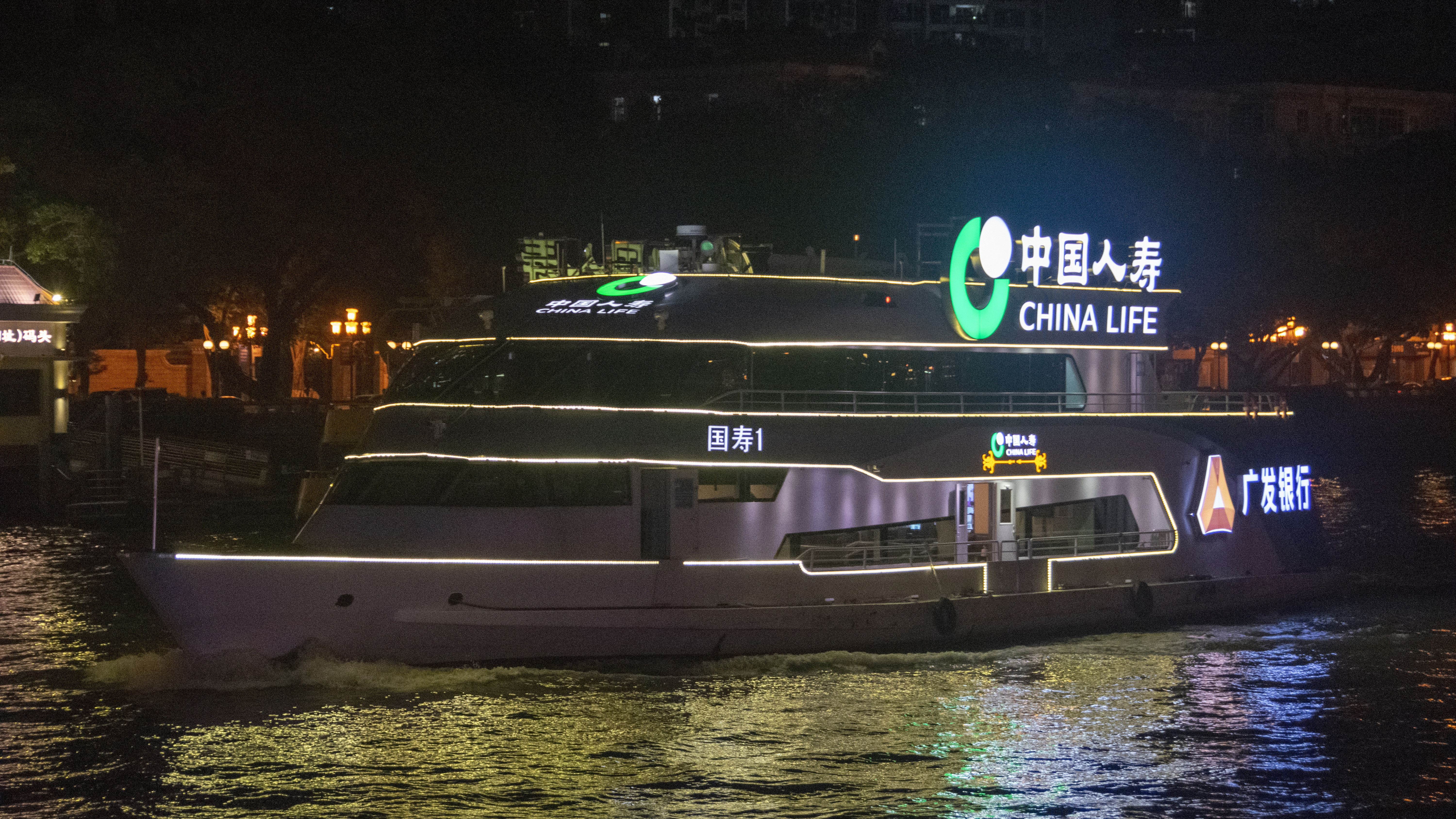
国寿1号

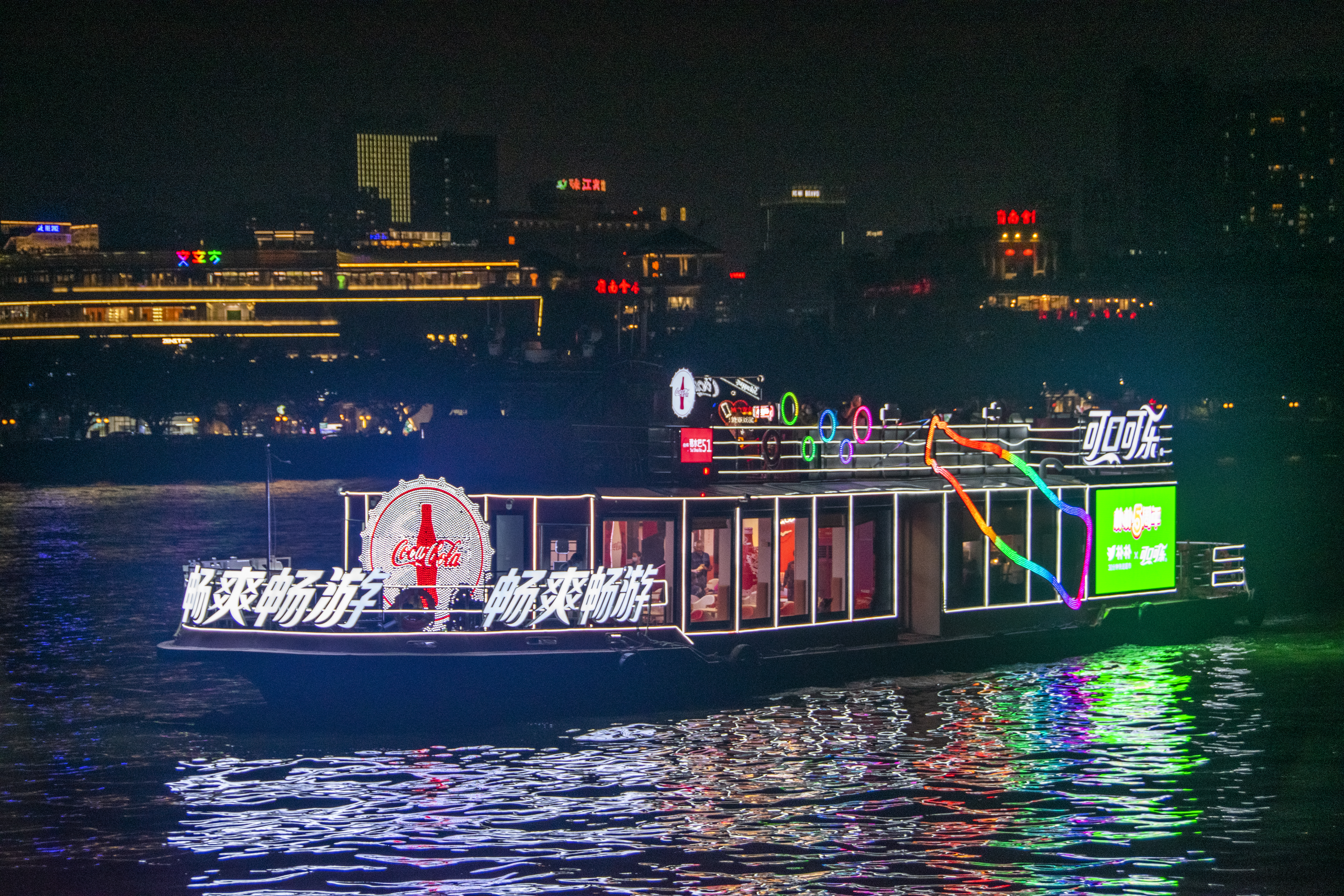
可口可乐主题船
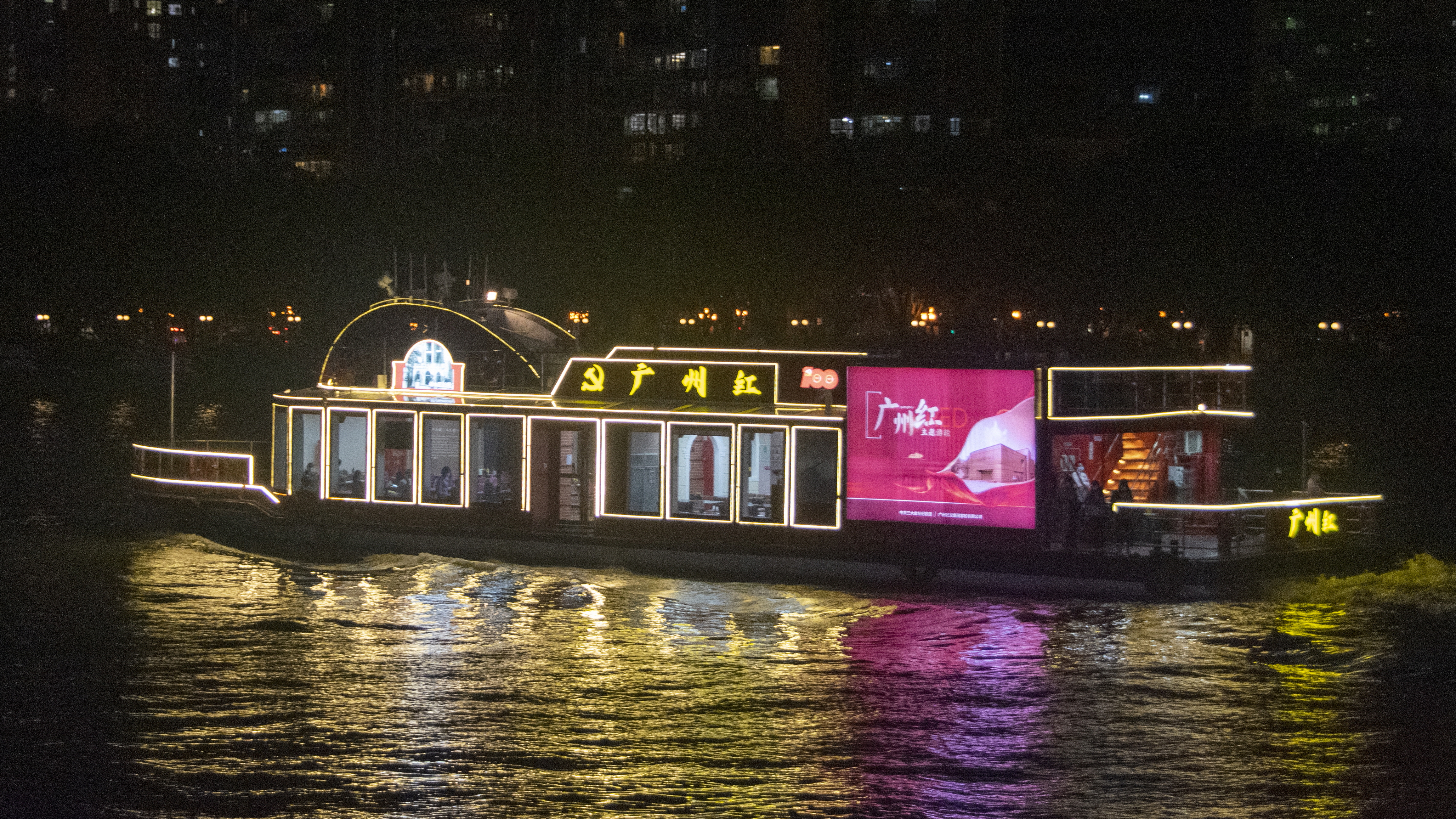
广州红主题船
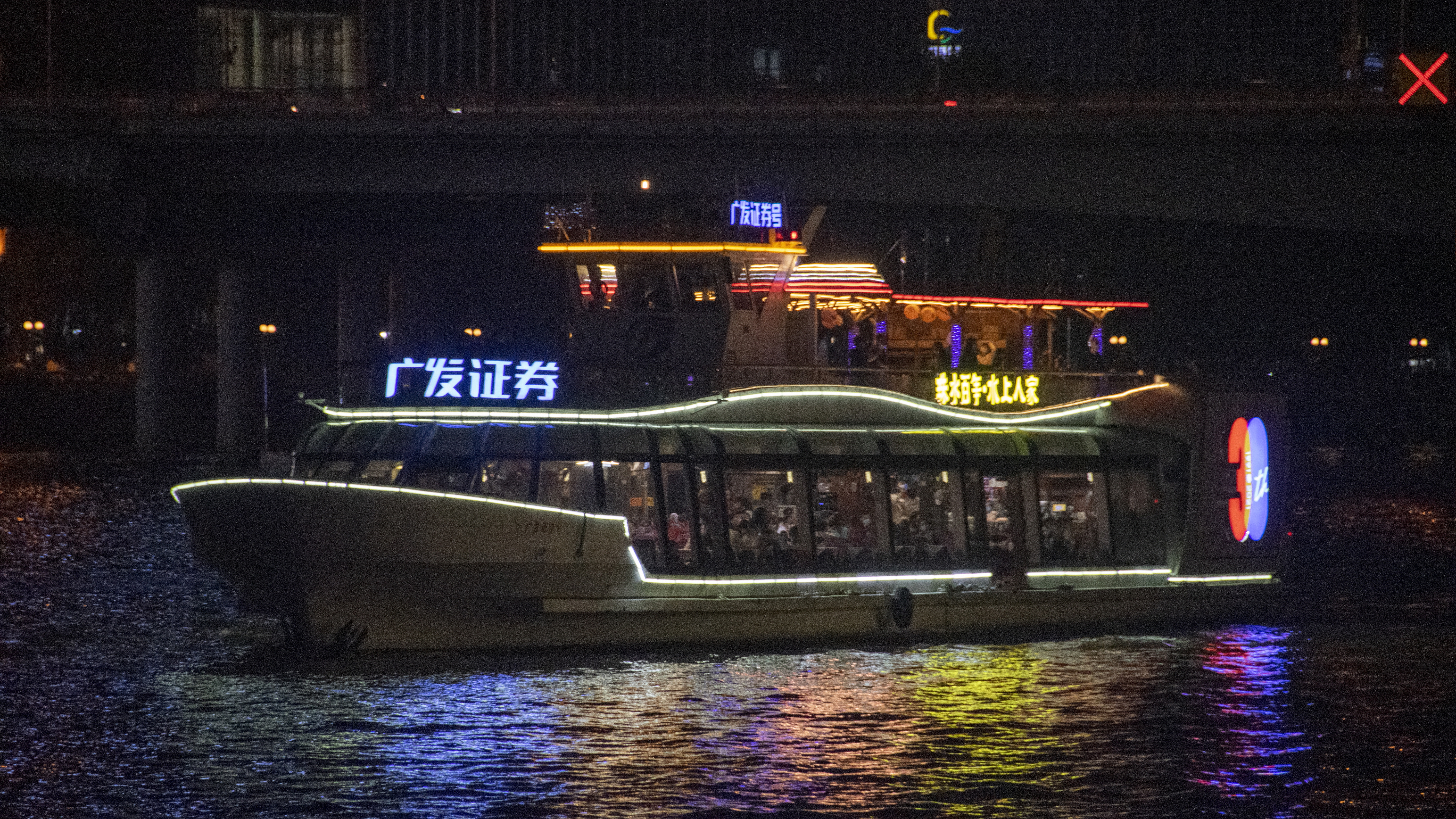
广发证券号

- 广州财富号
- 花城明珠
- 穗港之星

## 英文名稱
珠江在中华人民共和国成立前的英文稱呼一直廣泛使用「Canton River」和「Chu-Kiang River」，並伴以使用「Pearl River」。2000年前後，由於政府要求地名必須全部使用漢語拼音，珠江的英文曾一度被改為「Zhujiang River」。現時「Pearl River」被重新用作珠江的英文名稱，但許多帶有「珠江」一詞的地名中仍使用源自漢語拼音的「Zhujiang」（如珠江新城英文為「Zhujiang New Town」）。

### 引用
1. ↑  . 珠江水利网.   [2011-03-29]. （原始内容存档于2013-01-22）.
2. ↑  酈道元. . 水經注/37.   [2022-04-22]. （原始内容存档于2022-06-13）.
3. ↑  酈道元. 張偉國 , 编.  叢書系列. 香港: 中華書局(香港)有限公司. 2016-03-30: 351. ISBN 9789888394289.
4. ↑  酈道元. 王先謙 , 编.  思賢講舍刻本 / 2019年3月第6次印刷. 北京: 中華書局. 光緒十八年(1892年): 第三十七卷/第二十三頁. ISBN 9787101064483.  《合校水經注》引用了孫星衍手校本關於「泿水」的記載 - 孫校曰：「阜昌禹跡圖石刻作佷水。」 （页面存档备份，存于）
5. ↑  . www.sohu.com.   [2024-10-04].
6. ↑  . 微信公众平台.   [2024-10-04].
7. ↑  . 水利部珠江水利委员会. 2019-04-23  [2023-09-18]. （原始内容存档于2023-04-03）.
8. ↑  生态环境部：去年广西海南近岸海域水质为优 珠江口等水质极差 （页面存档备份，存于） 界面新聞 2018-08-07
9. ↑  . 宁夏回族自治区水利厅. 2013-04-21.
10. 1 2  《中国河湖大典》编纂委员会.  (M) 1. 北京: 中国水利水电出版社. 2013年1月: 301页. ISBN 978-7-5170-0561-2.
11. ↑  . 人民日报. 2006-07-13  [2021-11-01]. （原始内容存档于2021-11-04）.
12. ↑  《渡江健儿喜见珠江水质好转》 2008年7月20日，《南方都市报》A1、A4~A7
13. ↑  张俐俐，杨莹. . 北京: 清华大学出版社. 2005: 263. ISBN 7-302-11738-1.
14. ↑  . 广州市人民政府外事办公室. 2023-06-25  [2024-06-26]. （原始内容存档于2024-06-26） （英语）.
15. ↑  . 新华社. 2022-10-06  [2024-06-26]. （原始内容存档于2024-06-26） （英语）.
16. ↑   (PDF). 广州市人民政府外事办公室.   [2023-09-16]. （原始内容存档 (PDF)于2022-07-07） （中文（中国大陆））.